# 石原勝記
石原 勝記（いしはら かつき、1938年2月2日 - ）は、日本の元競泳選手。熊本県出身。1960年ローマオリンピック・1964年東京オリンピック日本代表。50m自由形の元日本記録保持者。

## 経歴
熊本県立鹿本高等学校、日本大学卒。
1960年ローマオリンピックに初出場。100m自由形では準決勝敗退、400mメドレーリレーでは予選のみ出場した。
1964年東京オリンピックでは400mフリーリレーに出場し、3位と0.6秒差の4位に終わった。

## 主な実績
- 1958年インカレ　100m自由形2位
- 1959年日本選手権　100m自由形2位
- 1959年日米対抗　100m自由形5位　400mメドレーリレー優勝・日本新
- 1959年日米対抗大阪大会　100m自由形4位　400mメドレーリレー優勝・日本新
- 1959年インカレ　100m自由形優勝
- 1960年日本選手権　100m自由形優勝　200m自由形3位
- 1960年ローマオリンピック　100m自由形準決勝敗退　400mメドレーリレー予選出場
- 1961年日本選手権　100m自由形3位　200m自由形3位
- 1962年日本選手権　100m自由形2位
- 1963年日本選手権　100m自由形優勝
- 1964年日本選手権　100m自由形3位
- 1964年東京オリンピック　400mフリーリレー4位

出典